# Busti
El busti es un plato gastronómico típico del Valle del Baztán, en la zona norte de la Comunidad Foral de Navarra. Su nombre proviene de la palabra vasca busti, que significa 'mojar'.

## Elaboración
Esta preparación culinaria, que es una de los más humildes de la cocina baztanesa, se compone de un trozo de pan seco mojado en un estofado que se cuece lentamente con ternera, ajo, zanahoria y cebolla.

## Relevancia
Este plato tiene tanta importancia en la zona que incluso se realiza un certamen (El Concurso de pinchos, bustis y caldos de ternera), durante la celebración del Concurso-Subasta Nacional de Ganado Selecto de Vacuno Pirenaico